# أليكساندر دومولين
أليكساندر دومولين (بالفرنسية: Alexandre Dumoulin)‏ هو لاعب اتحاد الرغبي فرنسي، ولد في 24 أغسطس 1989 في بورغوان-جاليو في فرنسا.

## وصلات خارجية
- أليكساندر دومولين عل موقع إسبنسكروم (الإنجليزية)
- أليكساندر دومولين على موقع ItsRugby.co.uk (الإنجليزية)